# Malmittel
Malmittel sind Bindemittel, die zum Herstellen von Farben (Anstrichmitteln) verwendet werden. Im weiteren Sinne werden gelegentlich auch Hilfsstoffe als Malmittel bezeichnet, die Verarbeitbarkeit und Konsistenz von Farben sowie den Glanz beim Trocknen beeinflussen.
Reine Malmittel, also Bindemittel, denen noch keine Füllmittel und Pigmenten zugefügt wurden, können auch als Grundanstriche auf saugfähigen Untergründen sowie als Deckanstriche von mageren oder wenig abriebbeständigen Farbaufträgen verwendet werden.
Malmittel, Farbmittel und Füllstoff ergeben zusammen das Anstrichmittel, zum Beispiel Tempera-, Öl-, Kasein- oder Acrylfarbe.
Man unterscheidet
- trocknungsneutrale Malmittel zum Verdünnen von Ölfarbe für den Malvorgang: Terpentine, auch geruchsarme
- trocknungsverzögernde Malmittel: Verdünnen mit Malölen (z. B. Leinöl, Mohnöl) verlängert die Trocknung
- trocknungsbeschleunigende Malmittel (Sikkative): Oxidationsbeschleuniger sowie Harzanteile
- Malmittel für dicke pastose Schichten (die farblose, sogenannte Malbutter, die durch Harze dickere Schichten ohne Rissbildung erlaubt). Reine Ölfarben (Bindemittel und Pigment ohne Harzanteile) erfahren beim Trocknen eine Volumenschrumpfung, daher ist eine Zugabe von Harzen/Malbutter zu empfehlen oder eine Harzölfarbe zu verwenden (z. B. Mussini-Ölfarben)
- Lasurmedium für glänzendere und leuchtendere Lasuren als durch die Verdünnung mit Malölen
- Zwischenfirnis (glänzender Schutzfilm, getrocknete Ölschichten schlagen meist ein, d. h. werden unregelmäßig matt, Anwendung nach Trocknung der Farbe, kann mit bestimmten Lösemitteln wieder entfernt werden, auch in der Sprühdose)
- Schlussfirnis (glänzender oder matter Schutzfilm, enthält nichtgilbende Kunstharze, Anwendung nach völliger Durchtrocknung der Farbschichten nach ca. 6 bis 12 Monaten, je nach Dicke, auch in der Sprühdose)
- Fixativ bei der Pastellmalerei (heute oft als Spraydose)
- Grundierung des Malgrundes (Grundiermasse, Gesso), wasserbasiert

Hochwertige Malmittel können von Anbietern von Künstler-Farben bezogen werden.
Als Malmittel für die Ölmalerei dienen überwiegend trocknende Pflanzenöle wie Walnussöl und Leinöl.

## Wasserverdünnbare Malmittel
Malmittel für Wandfarbe und -lasuren
Als Bindemittel für deckende Wandfarben eignen sich beispielsweise Tapetenkleister, aufgeschlossenes Kasein, Weizen- und Roggenmehl, mit Einschränkungen auch Kartoffelmehl und Speisestärke.
Als Bindemittel für lasierende Farbaufträge kann Bier verwendet werden.
Mineralische Putze werden traditionell mit Kalk- oder Kalkkaseinfarben gestrichen.
Glättputze wie Tadelakt und Stucco Lustro können lasierend mit pigmentierter Seife oder Wachsseife behandelt werden. Als Zusatzstoff wird Ammoniumtartrat eingesetzt.
Malmittel für Glas
Buttermilch lässt sich auf Glas gut verteilen. Transparente Glasflächen werden dadurch transluzent undurchsichtig, ähnlich Milchglas. Der Auftrag lässt sich später einfach wieder abwaschen.
Temperone, ein historisches venezianisches Malmittel
Temperone ist eine wasserverdünnbare Emulsion. Ein Rezept des 16. Jahrhunderts enthält Roggenmehl, Lärchenterpentin, Leinöl, Honig und destilliertes Wasser. Temperone haftet auch auf wenig saugfähigen und mit Öl grundierten Untergründen.
Malmittel für die Aquarellmalerei
Malmittel zur Aquarellmalerei enthielten traditionell Gummi Arabicum.
Eitempera
Historische Tempera-Farben enthielten als Bindemittel Hühnereie, Dammar, Leinöl, Walnussöl, Spiköl und Kasein. Borax wurde zum Aufschluss des Kaseineiweiss zugegeben, Balsamterpentin zur Verdünnung und Sikkativ zur Beschleunigung der Trocknung der Öle.